# Škoda 58E
E 479.1 – lokomotywa elektryczna wyprodukowana w latach 1980-1982 dla kolei czechosłowackich, powstało pięćdziesiąt elektrowozów. Elektrowozy wyprodukowano do prowadzenia pociągów towarowych kursujących po zelektryfikowanych liniach kolejowych i pomalowano na kolor zielony. Po rozpadzie Czechosłowacji elektrowozy eksploatowane są przez koleje słowackie (oznakowane jako Řada 131). Elektrowozy od 2009 roku kursują na granicznych liniach kolejowych w Polsce.